# Valezim
Valezim es una freguesia portuguesa del concelho de Seia, con 10,94 km² de superficie y 382 habitantes (2001). Su densidad de población es de 34,9 hab/km².